# Station Wakigami
 Station Wakigami (掖上駅, Wakigami-eki) is een spoorwegstation in de Japanse stad Gose. Het wordt aangedaan door de Wakayama-lijn. Het station heeft twee sporen, gelegen aan twee zijperrons.

## Treindienst

### JR West
| Stationszijde | ■ Wakayama-lijn | richting Hashimoto en Wakayama |
| Overzijde     | ■ Wakayama-lijn | richting Takada en Ōji         |

## Geschiedenis
Het station werd in 1896 geopend. In 1903 werd de naam veranderd in Tsubosaki, om in 1940 weer de oorspronkelijke naam te krijgen.  

## Stationsomgeving
- Gakuon-tempel
- Kōzen-tempel

(Yamatoji-lijn<<) Ōji · Hatakeda · Shizumi · Kashiba · JR Goidō · Takada · (>>Sakurai-lijn) · Yamato-Shinjō · Gose · Tamade · Wakigami · Yoshinoguchi · Kitauchi · Gojō · Yamato-Futami · Suda · Shimohyōgo · Hashimoto · Kii-Yamada · Kōyaguchi · Nakaiburi · Myōji · Ōtani · Kaseda · Nishi-Kaseda · Nate · Kokawa · Kii-Nagata · Uchita · Shimoisaka · Iwade · Funato · Kii-Ogura · Hoshiya · Senda · Tainose · Wakayama